# Arzu Ece
Arzu Özkaraman, beter bekend onder haar artiestennaam Arzu Ece (Istanboel, 22 september 1963), is een Turkse zangeres.

## Biografie
Arzu Ece bracht in 1976 haar eerste single uit. In 1987 waagde ze voor het eerst haar kans in de Turkse preselectie voor het Eurovisiesongfestival, evenwel zonder succes. Na een nieuwe mislukte poging een jaar later, slaagde ze er in 1989 wel in om, als lid van de band Pan, de Turkse preselectie te winnen. Met het nummer Bana bana eindigde Turkije op een teleurstellende 21ste en voorlaatste plek. Ook in 1991 waagde ze haar kans in de Turkse voorronde. Ditmaal eindigde ze als tweede. In 1995 nam ze voor een laatste maal deel aan de nationale finale. Met Sev won ze, waardoor voor een tweede keer mocht deelnemen aan het Eurovisiesongfestival. In de Ierse hoofdstad Dublin eindigde ze als zestiende.
1975: Semiha Yankı · 
1978: Nilüfer & Nazar · 
1980: Ajda Pekkan · 
1981: Modern Folk Trio & Ayşegül · 
1982: Neco · 
1983: Çetin Alp & The Short Waves · 
1984: Beş Yıl Önce On Yıl Sonra · 
1985: MFÖ · 
1986: Klips ve Onlar · 
1987: Seyyal Taner & Lokomotif · 
1988: MFÖ · 
1989: Pan · 
1990: Kayahan · 
1991: İzel Çeliköz, Reyhan Karaca & Can Uğurluer · 
1992: Aylin Vatankoş · 
1993: Burak Aydos · 
1995: Arzu Ece · 
1996: Şebnem Paker · 
1997: Şebnem Paker & Grup Etnik · 
1998: Tüzmen · 
1999: Tuba Önal & Grup Mistik · 
2000: Pınar Ayhan & Grup SOS · 
2001: Sedat Yüce · 
2002: Buket Bengisu & Grup Safir · 
2003: Sertab Erener · 
2004: Athena · 
2005: Gülseren · 
2006: Sibel Tüzün · 
2007: Kenan Doğulu · 
2008: Mor ve Ötesi · 
2009: Hadise · 
2010: MaNga · 
2011: Yüksek Sadakat · 
2012: Can Bonomo